# Teodósio II, Duque de Bragança
D. Teodósio II de Bragança (Vila Viçosa, 28 de abril de 1568 - Vila Viçosa, 29 de novembro de 1630) foi o 7.° Duque de Bragança. Era filho do Duque João I e da Infanta D.Catarina, neta do rei Manuel I.

## Biografia
Ainda criança, Teodósio foi trazido para a corte e feito pajem do rei Sebastião de Portugal, que o fez Duque de Barcelos, por carta de 5 de Agosto de 1572. O rei estimava o pequeno Bragança e em 1578 insistiu na sua companhia durante a expedição ao Norte de África contra o rei de Marrocos.

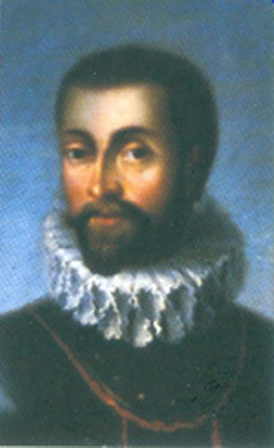
Teodósio II de Bragança (Paço Ducal de Vila Viçosa)

Teodósio permaneceu junto do rei na batalha de Alcácer-Quibir até a situação se tornar grave e o rei ordenar a retirada da criança para a segurança da retaguarda. Teodósio não ficou satisfeito e fugiu à primeira oportunidade, apanhando um cavalo e lançando-se a galope em direcção à linha de combate. Como muitos outros homens, acabou por ser ferido e feito prisioneiro pelos marroquinos.
O Duque seu pai ficou estarrecido com os eventos e ofereceu uma fortuna pelo resgate do seu filho, chegando a pedir a Filipe II de Espanha para intervir em seu favor. Não seria necessário tanto alarme. O rei de Marrocos tinha ficado impressionado com a bravura do pequeno Teodósio e deixou-o regressar a casa em Agosto de 1579, via Espanha.
Em 1580, por morte do Cardeal-Rei Henrique de Portugal, o jovem Teodósio parecia ser o aspirante ao trono português com mais hipóteses de herdar o trono. Talvez por isso mesmo, Filipe II só permitiu o regresso de Teodósio ao país, depois de ver assegurada a sua posição como rei. Esteve retido amigavelmente em casa do duque de Medina-Sidónia. Regressando depois a Vila Viçosa em 1580, quando Filipe II de Espanha subiu ao trono de Portugal (tornando-se no rei Filipe I de Portugal). Em 1582 o Rei nomeou-o 13º Condestável de Portugal.
Teodósio tornou-se Duque de Bragança em 1583, por morte de seu pai, e cresceu para se tornar num fiel servidor dos reis filipinos de Portugal. No início a sua mãe, D. Catarina, assumiu a chefia da Casa de Bragança, devido à tenra idade do filho. Filipe I de Portugal tinha entretanto proposto casamento a D. Catarina, que esta não aceitou.
O motivo principal para esta recusa foi talvez o de preservar o direito que D. Teodósio tinha à coroa portuguesa, pois se este casamento se realizasse era sinal de que a Casa de Bragança aceitava o facto de Filipe II de Espanha ter sido aclamado rei de Portugal.
Foi nomeado pela segurança do reino e defendeu Lisboa dos ataques de outros pretendentes incluindo António I, Prior do Crato, que tinha a ajuda do corsário inglês Francis Drake.

## Descendência
Em 1593 procurou casar com uma filha de Carlos de Áustria, duque de Estíria e Carníola, mas o projecto falhou porque Filipe I de Portugal pretendia casar o seu herdeiro com uma princesa dessa casa e não pretendia que o duque fosse seu cunhado.
Em 1598 surgiu a ideia de casar com Maria de Médicis, mas a potencial noiva casou com Henrique IV de França.
Finalmente e por sugestão de Filipe II de Portugal, casou, em 1603, com Dona Ana de Velasco y Girón (1585-1607), filha de Juan Fernández de Velasco y Tovar (c.1550-1613), 5º duque de Frías, 4º marquês de Berlanga, 7º conde de Haro, 6º condestável de Castela, governador do Milanesado y presidente do Conselho de Itália, e de  María Girón de Guzmán, com quem teve:
- João IV de Portugal (1604-1656);
- Duarte de Bragança, senhor de Vila do Conde (1605-1644);
- Catarina de Bragança (1606-1610);
- Alexandre de Bragança (1607-1637).